# Richard Courant
Richard Courant   (Lubliniec, 8 de gener de 1888 - New Rochelle, 27 de gener de 1972) va ser un matemàtic alemany, nacionalitzat nord-americà.
Va néixer a Lublinitz, aleshores Regne de Prússia, avui Polònia, en una família jueva, i va morir a New Rochelle, estat de New York. El seu pares, Siegmund i Martha Courant, eren de família jueva. Richard era el més gran de tres germans. Degut a certes tensions familiars, especialment entre el pare de Siegmund Courant i el seu germà Jakob, oncle de Richard, la família es va desfer de la seva part del negoci familiar i es va traslladar successivament a Glatz i a Breslau. En aquesta darrera ciutat, Courant va estudiar en el Gymnasium König Wilhelm, amb no gaire èxit. Després del suïcidi de Jakob i que els pares de Courant es declaressin en fallida, la família es va traslladar novament a Berlin, Però Courant va romandre a Breslau, on assistia com a oient a la Universitat. L'any 1906, va superar els exàmens d'ingrés i va continuar estudiant, ja oficialment.
A la Universitat de Breslau, va fer amistat amb Otto Toeplitz i Ernst Hellinger que en ser una mica més grans que ell es traslladen a la Universitat de Göttingen i convencen Courant perquè hi vagi també, ja que el nivell acadèmic era molt superior al de Breslau, sobretot per la presència de David Hilbert. El 1907 Courant comença els seus estudis a Göttingen, assistint als cursos de David Hilbert i de Hermann Minkowski. L'any següent, Courant esdevingué ajudant de Hilbert. Courant va obtenir el doctorat l'any 1910 amb una tesi sobre el Principi de Dirichlet i, després de complir el servei militar, es va incorporar a la Universitat de Göttingen per a obtenir la seva habilitació.
El 23 de febrer de 1912, llegeix la seva tesi d'habilitació sobre les demostracions de l'existència en matemàtiques. En esclatar la Gran Guerra, Courant va ser mobilitzat, però va caure greument malalt de febre tifoide. A l'exèrcit el van deixar que treballes en un invent seu de telegrafia sense fils i, amb això, va aconseguir no ser enviat al front. Després de la guerra, Courant torn a Göttingen el desembre de 1918, es casa amb Nerina Runge i comença a donar classes com a professor associat. Aquests són anys de molta activitat investigadora.
El 1920 li proposen anar a la Universitat de Münster, però només hi està uns mesos, ja que Hilbert el crida per substituir Erich Hecke que es traslladava a Hamburg.
El 1922 es funda l'Institut de Matemàtiques de la Universitat de Göttingen, una fundació més nominal que altra cosa, ja que l'edifici no es comença a construir fins al 1927, però Courant en passa a ser el director. El 1922 publica el seu llibre sobre la Teoria de la Funció, que signa juntament amb Adolf Hurwitz, malgrat que aquest havia mort tres anys abans, però, segons explica el mateix Courant, les classes de Hurwitz van ser fonamentals per a escriure el llibre. El 1924, publica el que potser és el seu llibre més important, juntament amb Hilbert: El mètode la Física Matemàtica, malgrat que Hilbert en aquella època ja no tenia cap interès per la Física. El 1929, ja en el nou edifici, Courant pren possessió del càrrec.
En arribar els nazis al poder el 1933, Courant va ser expulsat de la Universitat per ser jueu. Va rebre una invitació per a estar a Cambridge, però només hi va romandre un any: el 1936, la Universitat de Nova York li va oferir una càtedra que va acceptar immediatament. Els primers anys a Nova York van posar a prova la seva capacitat d'organització, ja que la Universitat no tenia matemàtics de qualitat (ni professors, ni estudiants), ni instal·lacions adequades, ni personal de servei. Per això l'actual Institut de Matemàtiques d'Universitat de Nova York (NYU) porta el seu nom: Courant Institute of Mathematical Sciences, en agraïment a la seva tasca per crear una institució de matemàtiques des del no-res.
El 1940-1941, amb Herbert Robbins de Harvard va treballar en el seu llibre més conegut: Què és la Matemàtica?.
Des de 1947, Courant va visitar Alemanya gairebé cada any, però mai va tenir la intenció de retornar al seu país d'origen, sobretot tenint en compte que l'institut de Nova York era l'obra de la seva vida.

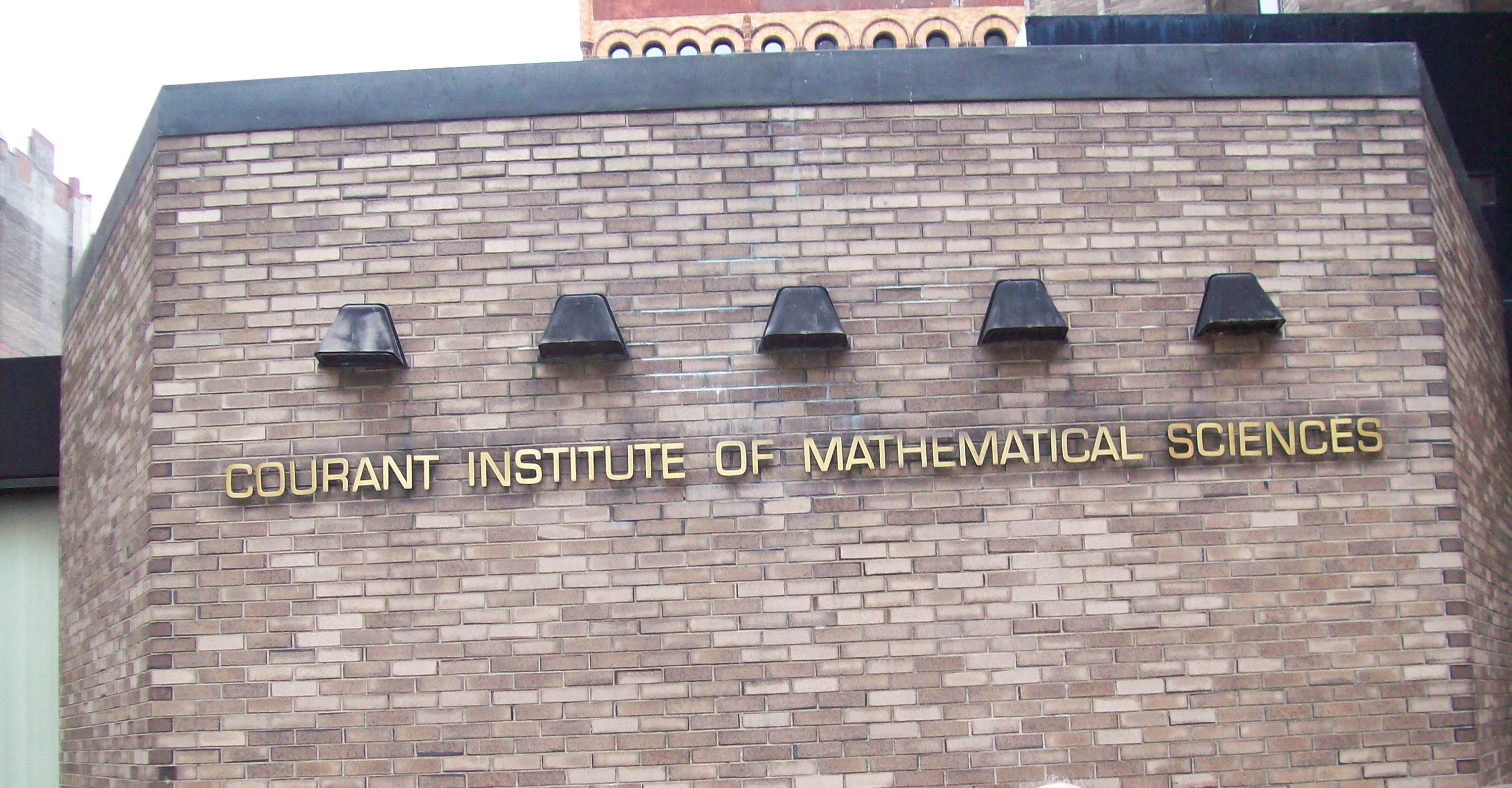
L'Institut Courant de la NYU, prop de Washington Square